# Swiss Cycling Awards

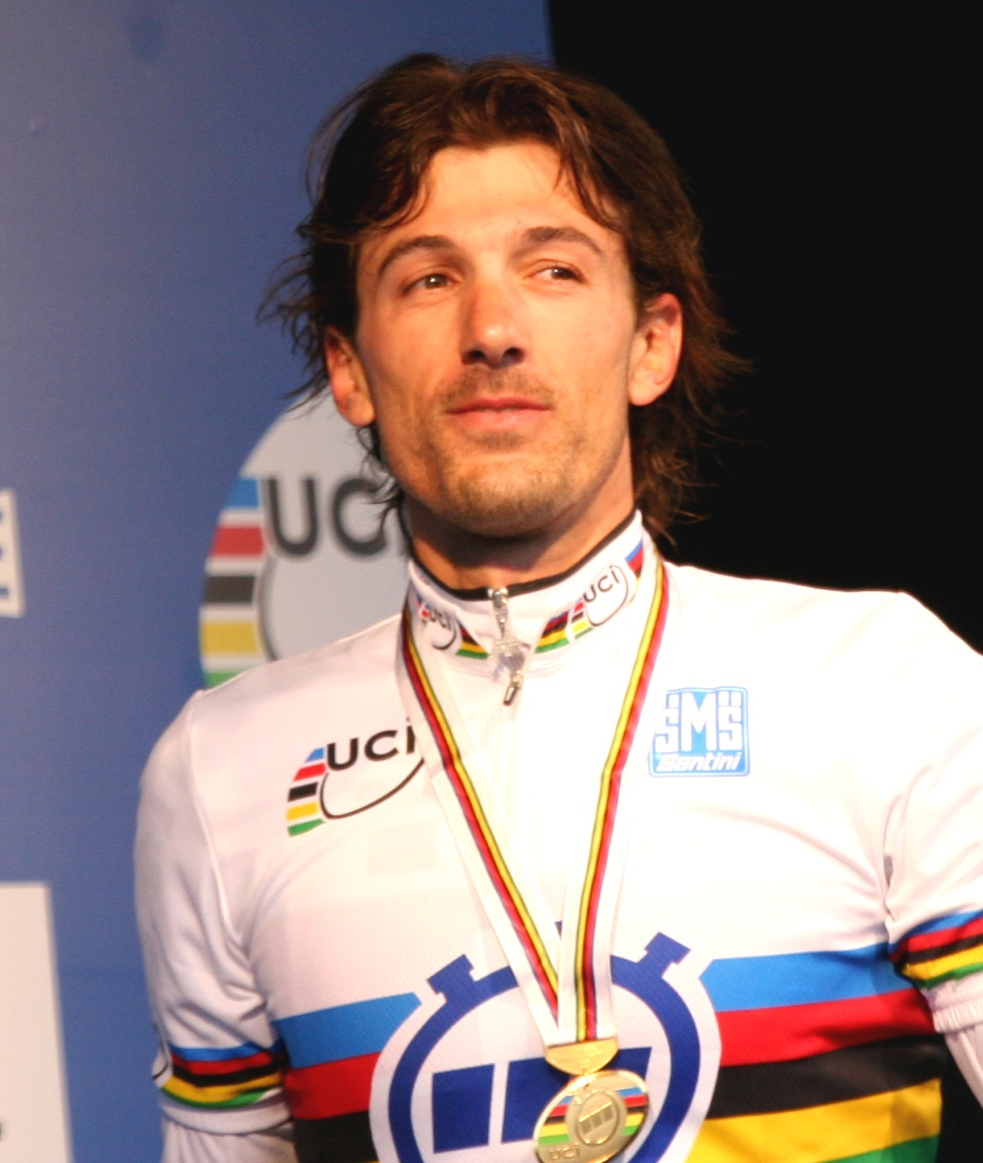
Fabian Cancellara wurde 2010 und 2014 als Radsportler des Jahres geehrt und erhielt 2016 anlässlich seines Rücktritts vom Radsport den Ehrenpreis

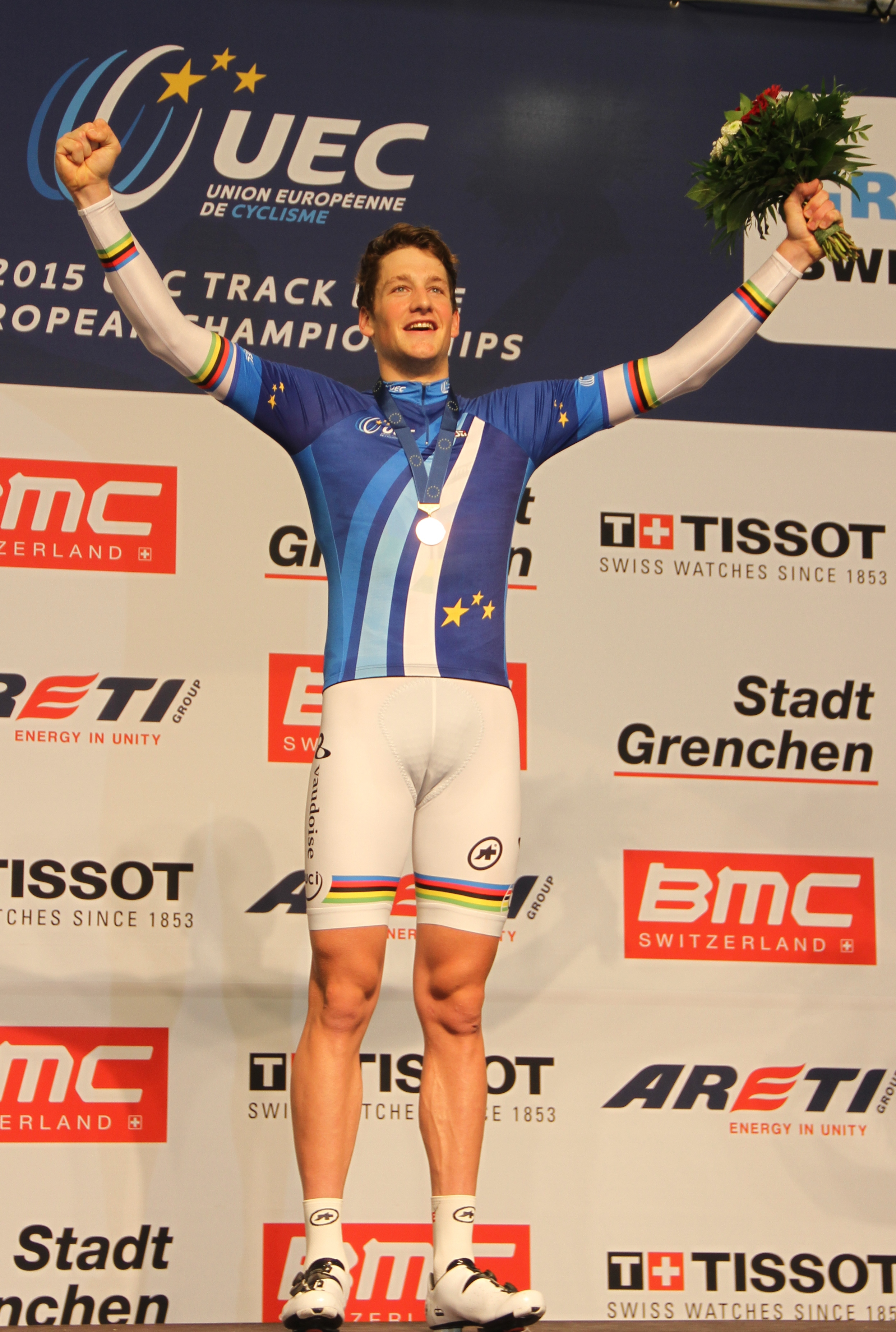
2015 wurde Stefan Küng Schweizer Radsportler des Jahres

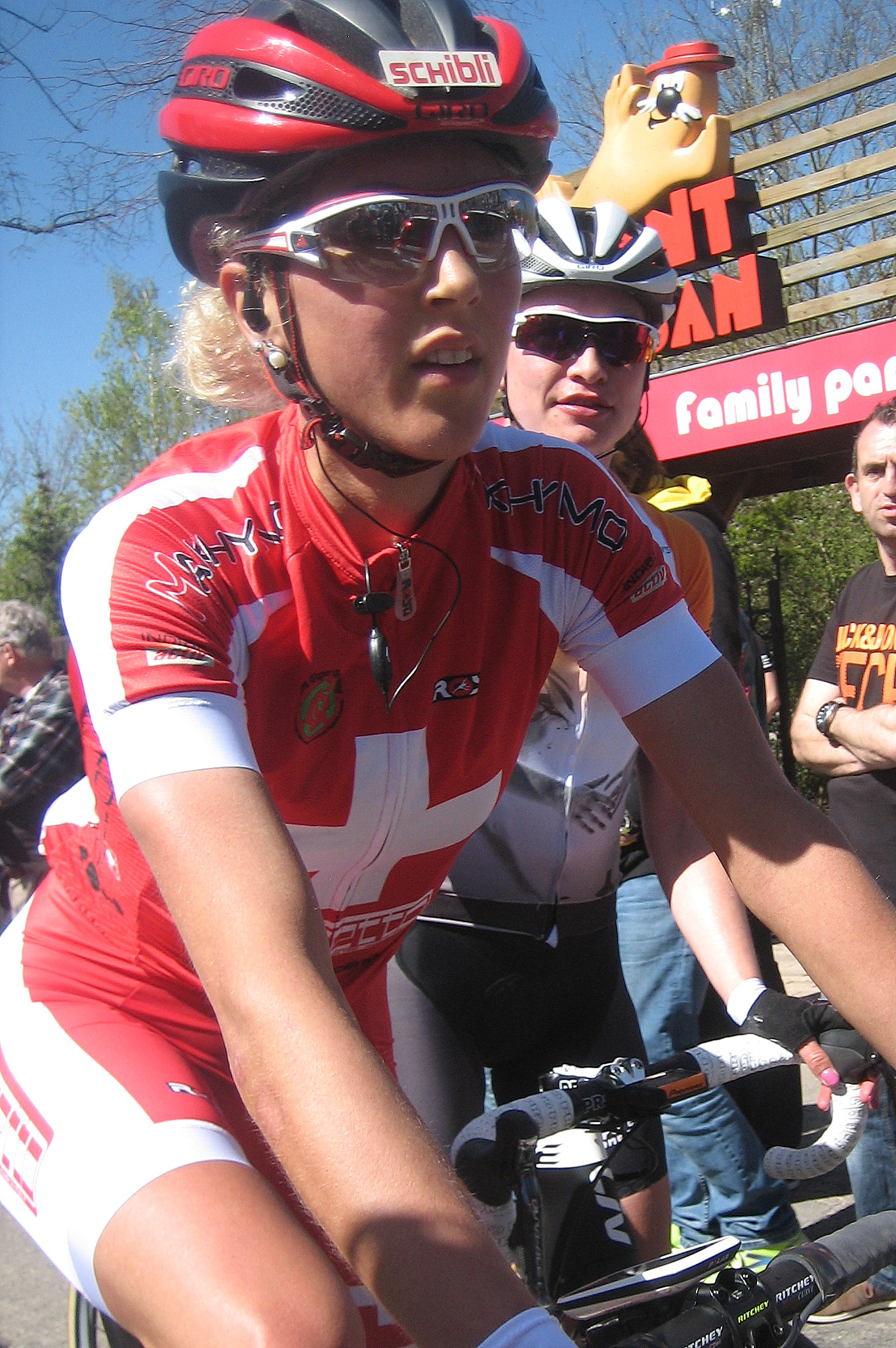
Jolanda Neff, sechsfache Siegerin bei den Frauen (2014–2019)

Mit den Swiss Cycling Awards wurden von 2004 bis 2021 jährlich die Schweizer Radsportler des Jahres ausgezeichnet.
Die Swiss Cycling Awards waren in vier Kategorien unterteilt. Neben den Kategorien Frauen und Männer wurden ebenfalls der beste Nachwuchssportler oder die beste Nachwuchssportlerin und das beste Team ausgezeichnet. Die Stimmen von zehn Sportmedien, die auf den Radsport spezialisiert sind, zählten zu zwei Drittel, während die Stimmen einer Online-Wahl zu einem Drittel gewichtet wurden.
Im November 2022 gab Swiss Cycling bekannt, dass es diese Sportlerwahlen künftig nicht mehr geben wird.

## Geehrte Sportler

### Männer
- 2003 Thomas Frischknecht
- 2009 Reto Indergand
- 2010 Fabian Cancellara
- 2011 Oliver Zaugg
- 2012 Nino Schurter
- 2013 Nino Schurter -2-
- 2014 Fabian Cancellara -2-
- 2015 Stefan Küng
- 2016 Nino Schurter -3-
- 2017 Nino Schurter -4-
- 2018 Nino Schurter -5-
- 2019 Stefan Küng -2-
- 2020 Marc Hirschi
- 2021  Mathias Flückiger

### Frauen
- 2003 Karin Thürig
- 2009 Ursula Schwaller
- 2010 Esther Süss
- 2011 Karin Moor
- 2012 Esther Süss -2-
- 2013 Esther Süss -3-
- 2014 Jolanda Neff
- 2015 Jolanda Neff -2-
- 2016 Jolanda Neff -3-
- 2017 Jolanda Neff -4-
- 2018 Jolanda Neff -5-
- 2019 Jolanda Neff -6-
- 2020 Marlen Reusser
- 2021 Nikita Ducarroz, Sina Frei, Linda Indergand, Jolanda Neff und Marlen Reusser

### Mannschaft
- 2010 MTB Team Relay (Ralph Näf, Katrin Leumann, Thomas Litscher, Roger Walder)
- 2011 MTB Team Relay (Nino Schurter, Nathalie Schneitter, Thomas Litscher, Lars Forster)
- 2012 Bahn-Vierer (Tristan Marguet, Silvan Dillier, Loïc Perizzolo, Claudio Imhof und Cyrille Thièry)
- 2013 Bahn-Vierer (Olivier Beer, Tristan Marguet, Frank Pasche, Théry Schir, Kilian Moser, Loïc Perizzolo, Cyrille Thièry, Silvan Dillier, Tom Bohli und Stefan Küng)
- 2014 Bahn-Vierer (Stefan Küng, Frank Pasche, Loïc Perizzolo, Théry Schir und Cyrille Thièry)
- 2015 nicht vergeben
- 2016 MTB Team Relay (Lars Forster, Jolanda Neff, Marcel Guerrini und Vital Albin)
- 2017 MTB Team Relay (Nino Schurter, Jolanda Neff, Sina Frei, Filippo Colombo und Joel Roth)
- 2018 MTB Team Relay (Sina Frei, Jolanda Neff, Alexandre Balmer, Filippo Colombo und Nino Schurter)
- 2019 MTB Team Relay (Sina Frei, Jolanda Neff, Janis Baumann, Joel Roth und Nino Schurter)
- 2021 Bahn-Vierer (Claudio Imhof, Valère Thiébaud, Simon Vitzthum und Alex Vogel)

### Nachwuchs
- 2010 Mathias Flückiger
- 2011 Thomas Litscher
- 2012 Tom Bohli
- 2013 Stefan Küng
- 2014 Linda Indergand
- 2015 Théry Schir
- 2016 Sina Frei
- 2017 Sina Frei
- 2018 Marc Hirschi
- 2019 Stefan Bissegger
- 2021 Joel Roth

### Ehrenpreis
- 2016 Fabian Cancellara

### Life Time Award
- 2020 Michael Albasini